# Daniel Dronjak
Daniel Peter Dronjak, tidigare även Daniel Dronjak Nordqvist, född 7 september 1973 i Mölndal. är en svensk moderat politiker. Han var 2009–2022 kommunstyrelsens ordförande i Huddinge kommun. Sedan 2022 är han oppositionsråd i kommunen.

## Biografi
Dronjak var kommunalråd och ordförande i gymnasienämnden mellan 2006–2008, samt politisk sekreterare för moderaterna i Huddinge mellan 1999–2006.
Under Dronjaks tid som kommunalråd och kommunstyrelsens ordförande i Huddinge har den kommunala skattesatsen sänks vid fem tillfällen: 2007, 2008, 2014, 2021 och 2022. 2017 undertecknade han ett avtal i den så kallade Sverigeförhandlingen mellan staten, Region Stockholm, Stockholms stad och Huddinge kommun om att bygga Spårväg Syd. Dronjak var även med på Fastighetsgalan 2018 när Huddinge kommun utsågs till årets kommun för sin starka tillväxt. 2018 skrev han under ett intentionsavtal med Fabege om att utveckla området till ett affärsområde i internationell klass. Projektet kallas för Sveriges största stadsbyggnadsprojekt och investeringen beräknas till 60 miljarder kronor.
Efter valet 2022 blev gick Centerpartiet över till de rödgröna och det borgerliga styret förlorade makten i kommunen efter 16 års styre. Han är sedan 2022 oppositionsråd.

### Familj
Dronjak är bror till gitarristen och låtskrivaren Oscar Dronjak. Han är gift, har fyra barn och är bosatt i Segeltorp.

## Mandatperioder
Perioden 2006-2010 ledde Moderaterna en majoritet tillsammans med Liberalerna (dåvarande Folkpartiet), Drevvikenpartiet och Kristdemokraterna. Valresultatet 2006 gav partierna 33 av 61 mandat i kommunfullmäktige. Bo Trygg valdes till kommunstyrelsens ordförande och efterträddes av Daniel Dronjak den 1 januari 2009. 
Perioden 2010-2014 ledde Moderaterna en majoritet tillsammans med Liberalerna, Drevvikenpartiet, Kristdemokraterna och Centerpartiet (som åter valts in i kommunfullmäktige efter frånvaro sedan valet 2002). Valresultatet 2010 gav partierna 35 av 61 mandat i kommunfullmäktige. Daniel Dronjak var under perioden kommunstyrelsens ordförande.
Perioden 2014-2018 anslöt Huddingepartiet som tillsammans med partierna från föregående mandatperiod ledde kommunen i minoritet. Valresultatet 2014 gav partierna 29 av 61 mandat i kommunfullmäktige. Daniel Dronjak var under perioden kommunstyrelsens ordförande.
Perioden 2018-2022 fick samma minoritetskoalition förnyat förtroende. Valresultatet 2018 gav koalitionspartierna 30 av 61 mandat i kommunfullmäktige. Daniel Dronjak valdes till kommunstyrelsens ordförande.